# 布朗寧半島
66°28′S 110°33′E / 66.467°S 110.550°E
布朗寧半島（英語：Browning Peninsula）是南極洲的半島，位於威爾克斯地，長6.4公里，分開彭尼灣和艾爾斯灣，該半島根據美國海軍拍攝的空中照片繪入地圖，現時由南極條約體系管理。